# Социјална инклузија
Социјална инклузија је намеран процес побољшавања општих услова за живот у друштву људима којима је помоћ неопходна. Она подразумева олакшавање и подстицање укључивања у заједницу кроз изједначавање шанси, приступ потребним добрима, као и позивање на поштовање њихових права. Могу да је врше разне владине и невладине организације.
Иако се сам процес односи на прилагођавање целог друштва особама са посебним потребама, социјални радници су они који је промовишу и подстичу њен напредак.
Социјална инклузија се врши у оквиру следећих група:
- Особе са сметњама у развоју;
- Особе са инвалидитетом;
- Особе из маргинализованих група;
- Сиромашне особе (особе са финансијским потешкоћама).

## Промена парадигме инвалидитета
Све до 18. века особе са инвалидитетом су биле одбациване, неретко убијане, а готово без разлика сматране некорисним члановима друштва. Око 1975. године рађале су се прве идеје о томе да је друштво то које ограничава и хендикепира особе са инвалидитетом, а не сам инвалидитет или сметња.
У оквиру социјалног рада, посматрање и деловање пребацило се са медицинског ка социјалном моделу. Нагласак прелази са појединца и њиховог инвалидитета на креирање окружења и друштва за ,,нормално" функционисање особе са инвалидитетом или сметњом.

## Образовна инклузија
Образовна инклузија је врста социјалне инклузије и она подразумева право све деце на образовање, почев од предшколског узраста, до високог образовања. 
То би значило да све наведене групације треба да се нађу у редовном образовном систему. То такође значи да би свако дете, сходно својим могућностима напредовало и усвајало градиво, што би подразумевало да се сваком детету прилагођавају садржаји и брзина усвајања истих.

## Примери социјалне инклузије
- Изградња посебног прилаза у образовне институције у циљу неометаног приступа ученицима са инвалидитетом које нису у могућности пењати се уз стандардне степенице;
- Уградња тонског сигнала у семафоре у циљу олакшавања слепим особама безбедног преласка улице;
- Организовање разних предавања унутар образовних институција у циљу разбијања предрасуда о припадницима националних мањина.

## Битни појмови
- Социјални рад - организована и на научним принципима заснована професија у циљу помоћи појединцима, групама и заједницама да поново успоставе своје изгубљене могућности за социјално функционисање и стварање повољних услова за остваривање постављених циљева.
- Инвалидитет - стање које произлази из губитка или редукције способности да се изврше очекиване или специјално дефинисане активности социјалних улога у једном дужем временском периоду, због хроничне болести или оштећења.
- Маргинализоване групе - свака друштвена група која се налази на „периферији” друштвене моћи, и без значајног утицаја на битне друштвене токове и политичка збивања.